# Попов, Дмитрий Прокофьевич
Дмитрий Прокофьевич (Прокопьевич) Попов (1790—1864) — эллинист, профессор Санкт-Петербургского университета, педагог и переводчик. Старший библиотекарь

 Императорской публичной библиотеки.

## Биография
Родился в семье священника Тверской губернии в 1790 году. Учился в Тверской семинарии, окончив которую в 1810 году поступил в Главный педагогический институт студентом верхнего отделения и, по окончании курса, выдержал экзамен на степень магистра древней словесности и филологии (декабрь 1814). Был оставлен при кафедре классической филологии и 26 июля 1815 года определился на службу помощником библиотекаря Императорской публичной библиотеки; 28 августа 1828 года получил должность библиотекаря.
В 1817 году ему было поручено преподавание греческого и латинского языков в Благородном пансионе Педагогического института; на следующий год он уже адъюнкт-профессор Главного педагогического института, а ещё через год, при основании Петербургского университета, наряду с и Ф. Б. Грефе, занял университетскую кафедру греческой и римской словесности. В 1822 году получил звание экстраординарного профессора, некоторое время исполнял должность библиотекаря и секретаря историко-филологического факультета; в 1834 году был произведён в статские советники. В университете он оставался до его реорганизации по новому уставу 1835 года. По мнению его слушателя-студента, Ф. Н. Фортунатова, Попов «много проигрывал сравнительно с Грефе, далеко не свободно говорил по-латыни и к тому же несколько заикался».
Также преподавал древние языки в 1-й Петербургской гимназии с 1830 года, т. е. со времени преобразования её из Благородного пансиона Главного педагогического института. В 1841 году получил признательность от министра народного просвещения за перевод на латинский язык предисловия к актам, относящимся к России на иностранных языках.
В 1849 году, оставив гимназию, до 1859 года преподавал древние языки в Римско-католической духовной академии, куда был назначен ещё в 1843 году.
Продолжил службу в Публичной библиотеке, где в чине старшего библиотекаря отделения языкознания и классической филологии оставался до самой смерти, последовавшей в апреле 1864 года. В апреле 1843 года, после смерти Оленина, временно управлял библиотекой, впоследствии замещал директоров Д. П. Бутурлина и М. А. Корфа во время их отсутствия; в 1847 году вместе с А. Ф. Бычковым и И. Ф. Готвальдом разработал новый проект правил для посетителей библиотеки; в 1850 году был назначен заведующим читальным залом языкознания, греческой и римской классики; с сентября 1850 — заведовал продажей дублетов; с 5 февраля 1851 года — старший библиотекарь.
Был награждён орденами Св. Владимира 3-й (1846) и 4-й степени, Св. Анны 2-й (1838) и 3-й степени и с императорской короной, Св. Станислава 1-й (1855) и 2-й степени. В 1861 году за отлично-усердную службу получил золотую табакерку, украшенную бриллиантами с вензелем е. и. в. Был произведён в чин действительного статского советника 26 июля 1850 года
Умер в Петербурге 15 (27) апреля 1864 года. Похоронен на Волковском православном кладбище.

## Научные труды
До 1835 года, в период преподавательской деятельности, он издал только один труд: «История Льва, Дьякона Калойского и другие сочинения византийских писателей…».
Позже он успешно занимался переводом с латинского и греческого языков многих статей и трактатов по древней и новейшей истории. Разработал некоторые учебные руководства, которые довольно долго применялись в средних школах. В их числе:
- «Греческая грамматика, составленная по Буттману» (СПб.: тип. Имп. Акад. наук, 1836. — VIII, 1488 с.);
- «Греческая хрестоматия по Якобсу» (СПб., 1838);
- «Греческая хрестоматия Якобса со ссылками на греческую грамматику Бутмана» (СПб., 1838);
- «Латинская грамматика, составленная по Цумпту» (СПб.: при Имп. Акад. наук, 1838. — XII, 859 с.).

В последние 20 лет жизни работал над составлением русско-греческого словаря, рукопись которого после смерти была передана в Академию наук для соискания Демидовской премии.
По предложению директора Публичной библиотеки А. Н. Оленина выполнил перевод на русский язык поэм «Илиада» и «Одиссея» (перевод так и остался в рукописи).